# Hennesteck
Das Hennesteck ist ein 1334 m ü. A. hoher Berg in den westlichen Türnitzer Alpen in Niederösterreich. Es bildet einen langgestreckten, etwa in Richtung Südwest-Nordost verlaufenden Rücken. 

## Umgebung, Name und Geologie
Die Flanken des Hennestecks sind überwiegend bewaldet und von einigen Felswänden durchsetzt. Auf der relativ sanften Südwestflanke führt über Almböden der bequemste Aufstiegsweg hinauf, doch im Norden und Südosten befinden sich steile Hänge. Hier liegen klippenartige, vielfältig geschichtete Felsabbrüche, von denen einer direkt westlich des Gipfels (mit einem schönen kleinen Holzkreuz) zu bewundern ist. Etwa drei Kilometer nordwestlich thront der Mitterkeil (1248 m), der geomorphologisch dem Hennesteck ähnelt. Auch hier birgt der Wald Felsabstürze im Norden und vor allem im Südosten. Der Name Henn taucht nochmals in einer Felswand einige Kilometer südwestlich auf – unweit von Gösing in der fast 200 m hohen Hennmauer.

## Skigebiet Annaberg und Anna-Alm

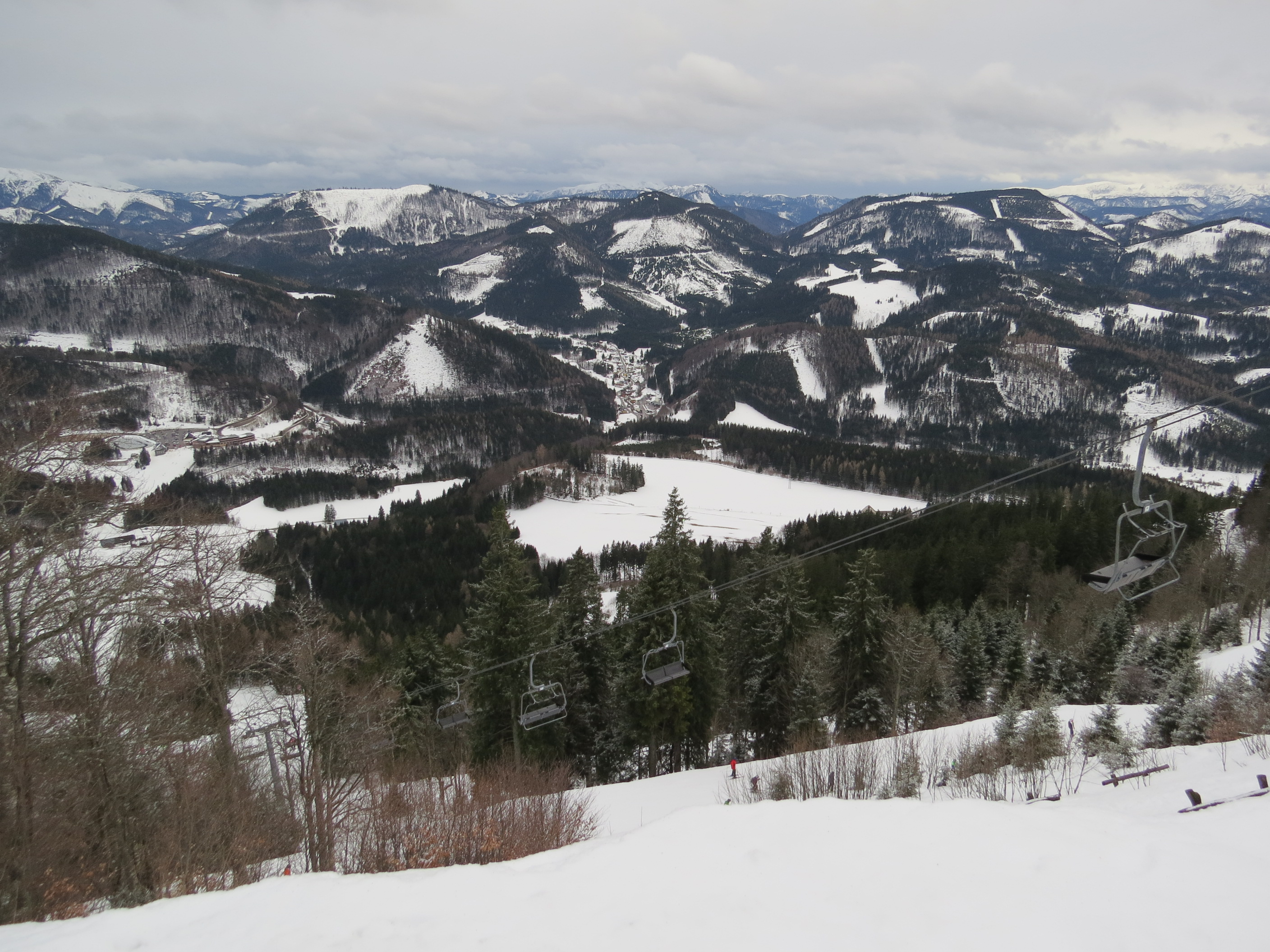
Blick vom Hennesteck im Winter

Ein Teil der Südseite des Hennestecks ist durch das Skigebiet Annaberg mit insgesamt neun Liften (Stand Dezember 2012) erschlossen. Eine Vierersesselbahn führt hinauf zum Gipfelkamm in rund 1290 m, knapp einen Kilometer südwestlich des höchsten Punktes. Gleich neben der Bergstation steht seit 2006 die auch in der Sommersaison bewirtschaftete Anna-Alm.

## Anstiege
Das Hennesteck ist im Sommer für Bergwanderungen ein gut geeignetes Ziel. Die kürzesten Anstiege beginnen an der Mariazeller Straße (B20) bzw. am Annaberg-Sattel. Ein längerer, gut markierter Weg führt von Gösing an der Mariazellerbahn über die sanfte Südwestflanke zum Gipfel. Seit 2010 ist von Annaberg aus eine Überschreitung des gesamten Bergrückens auf dem eigens gekennzeichneten Herzerlweg möglich (dessen Route auf den Landkarten der Form eines Herzens ähnelt).
Im Winter eignet sich das Hennesteck vom Gelände her sowohl für Schitouren als auch für Schneeschuhwanderungen. Abseits der Schipisten ist es wenig besucht und hat seinen ruhigen Charakter bewahrt.